# AAC Clyde Space
AAC Clyde Space, tidigare ÅAC Microtec, är ett svenskt rymdteknikföretag i Uppsala med fokus på nanosatelliter. AAC Clyde Space har verksamhet även i Skottland, Nederländerna och USA.
Företagets omsättning var 196,7 miljoner kronor år 2022 och hade vid årets slut 183 anställda.

## Historik
Företaget grundades 2005 i Uppsala som Ångström Aerospace Corporation, senare namnbytt till ÅAC Microtec, baserat på teknik för mikroelektromekaniska system (MEMS) som tagits fram vid Ångströmlaboratoriet inom Lars Stenmarks forskargrupp. Tekniken utgörs av miniatyriserade byggsätt för mekaniska och elektroniska komponenter användbara för bland annat mini- och mikrosatelliter samt obemannade luftfarkoster.
2015 fick företaget i uppdrag att bygga en satellit till svenska Försvarsmakten.
Det statliga svenska riskkapitalbolaget Fouriertransform blev huvudägare till ÅAC Microtec 2014 via en investering om 25 miljoner kronor. ÅAC Microtec börsnoterades 21 december 2016 på First North och gjorde i samband med detta en nyemission om 120 miljoner kronor, varvid Fouriertransforms ägarandel minskade.
I januari 2018 träffades en överenskommelse om samgående med det brittiska satellitföretaget Clyde Space i Glasgow, grundat 2005, som innebar att ÅAC Microtec tog över 100 procent av Clyde Space i utbyte mot 49 procent av aktierna, som gick till Clyde Spaces tidigare ägare. I november 2019 bytte det sammanslagna företaget namn till AAC Clyde Space, efter att tidigare hade börjat användas som ett varumärke av ÅAC Microtec.
I oktober 2020 meddelades att AAC Clyde Space skulle köpa dels det nederländska företaget Hyperion Technologies för 22,8 miljoner kronor, delvis med betalning aktier, och dels det amerikanska företaget SpaceQuest i Fairfax, Virginia för 8,4 miljoner USA-dollar. I samband med den riktade nyemissionen som genomfördes då dessa företag köptes, sålde Fouriertransform sitt kvarvarande innehav i AAC Clyde Space.